# Мендоса, Бернардино де
Бернарди́но де Мендо́са (исп. Bernardino de Mendoza; ок. 1540, Гвадалахара — 3 августа 1604, Мадрид) — испанский аристократ, военачальник и дипломат, посол Испании в Англии (1578―1584) и Франции (1584—1590).

## Биография
Бернардино де Мендоса был младшим сыном дона Альфонсо Суареса де Мендосы, 3-го графа Корунья и доньи Хуаны Химены де Сиснерос. В возрасте 17 лет закончил Университет Алькалы, где обучался на факультете «Искусство и философия». По окончании университета решил посвятить себя военной карьере и поступил на службу в армию, участвуя в первых сражениях.
В 1565 году Мендоса был среди испанских дворян, которые участвовали в обороне Мальты, которую осаждали турки-османы. В 1567 году поступил на службу к Фернандо Альваресу, герцогу Альба, под командованием которого отправился в Нидерланды и принимал там участие в подавлении развернувшегося в стране восстания. Мендоса служил в испанской армии в течение 10 лет под командованием герцога Альбы и его преемников Луиса де Рекесенса и Хуана Австрийского. Мендоса участвовал во многих сражениях нидерландской кампании, среди которых были осада Монса, осада Харлема, битва при Моке и битва при Жамблу.
В марте 1578 года Мендоса прибыл в Англию, в которую король Филипп II назначил его послом. Мендоса был католиком, а Англия протестантской страной, это вызывало конфликты с придворными, а затем и обострение отношений с королевой Елизаветой I, которая перестала его принимать. В ноябре 1583 года Мендоса вступил в католический заговор против Елизаветы I и в январе 1584 году был изгнан из страны. Покидая страну, он произнёс знаменитую фразу: «Дон Бернардино де Мендоса был рожден не для того, чтобы расшатывать королевства, а для того, чтобы завоевывать их».
В сентябре 1584 года Мендоса был назначен послом во Франции, которой правил Генрих III. Во Франции по приказу Филиппа II он финансировал Католическую лигу, содержал сеть шпионов, а также совместно с герцогом де Гизом сыграл значительную роль в организации Дня баррикад.
После убийства Генриха III (август 1589 года), Мендоса ещё оставался в Париже, который в мае 1590 года был осаждён армией под командованием Генриха Наваррского. В городе начался голод и после новостей о приближении испанской армии под командованием Алессандро Фарнезе, герцога Пармского французы отступили. В январе 1591 года Мендоса по состоянию здоровья и слепоты подал в отставку и вернулся на родину, где и скончался 3 августа 1604 года в своём доме в Мадриде.
Мендоса является автором воспоминаний «Комментарии к войне в Нидерландах» (1592 год), автором военного трактата «Теоретическая и практическая война» (1595) и перевода на испанский язык книги гуманиста Юста Липсия «Шесть книг политики».